# バーラト・マータ

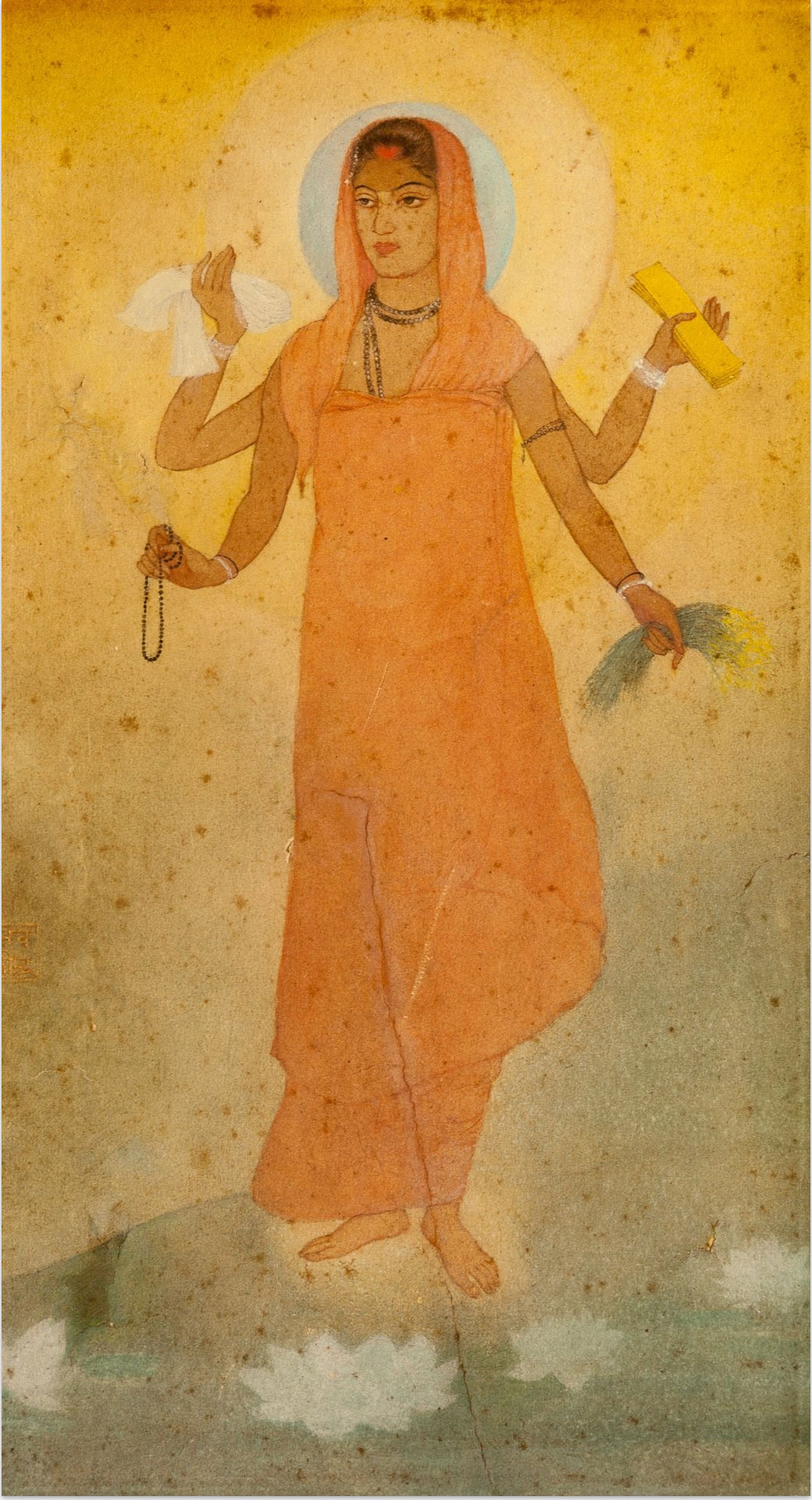
アバンニンドラナト・タゴールによるバラート・マータ

バーラト・マータ（harat Mata、Bhārat Mātā、意味は「母なるインド」）とは、インドを擬人化した女神。
赤またはサフラン色のサリーにインド国旗持って蓮の花の上に立った姿で描かれる。しばしばライオンを伴う。
その影響は現在でも国歌に近い扱いを受けている『ヴァンデー・マータラム』やインド陸軍が使用しているモットー『Bharat Mata ki Jai（「母なるインドの勝利」）』などにみることができる。　

## 解説
バーラト・マタという言葉の起源は、現代文学では19世紀後半のベンガル地方にまでさかのぼる。ベンガル語の小説アナンダマスによって普及し、ヒンズー教の女神ドゥルガーとカーリーと切り離せない形で描かれ、1905年のベンガル分割令の後、バーラト・マータはスレンドラナート・バナジーが組織したスワデーシーで特に強調された。
インドには少数ながら彼女を祀る寺院がある。その一つがマハトマ・ガンジーによって建立されたバーラト・マタ・マンディール(母なるインド寺院)である。この寺院はガンジーによって全ての宗教、カースト制度における身分の人々に解放されると宣言されているが、バーラト・マータはドゥルガー、カーリーと切り離すことの出来ない、ヒンズー教の流れを汲む女神であり、偶像崇拝を禁止する一神教であるイスラム教徒からの反発もある。

## ギャラリー

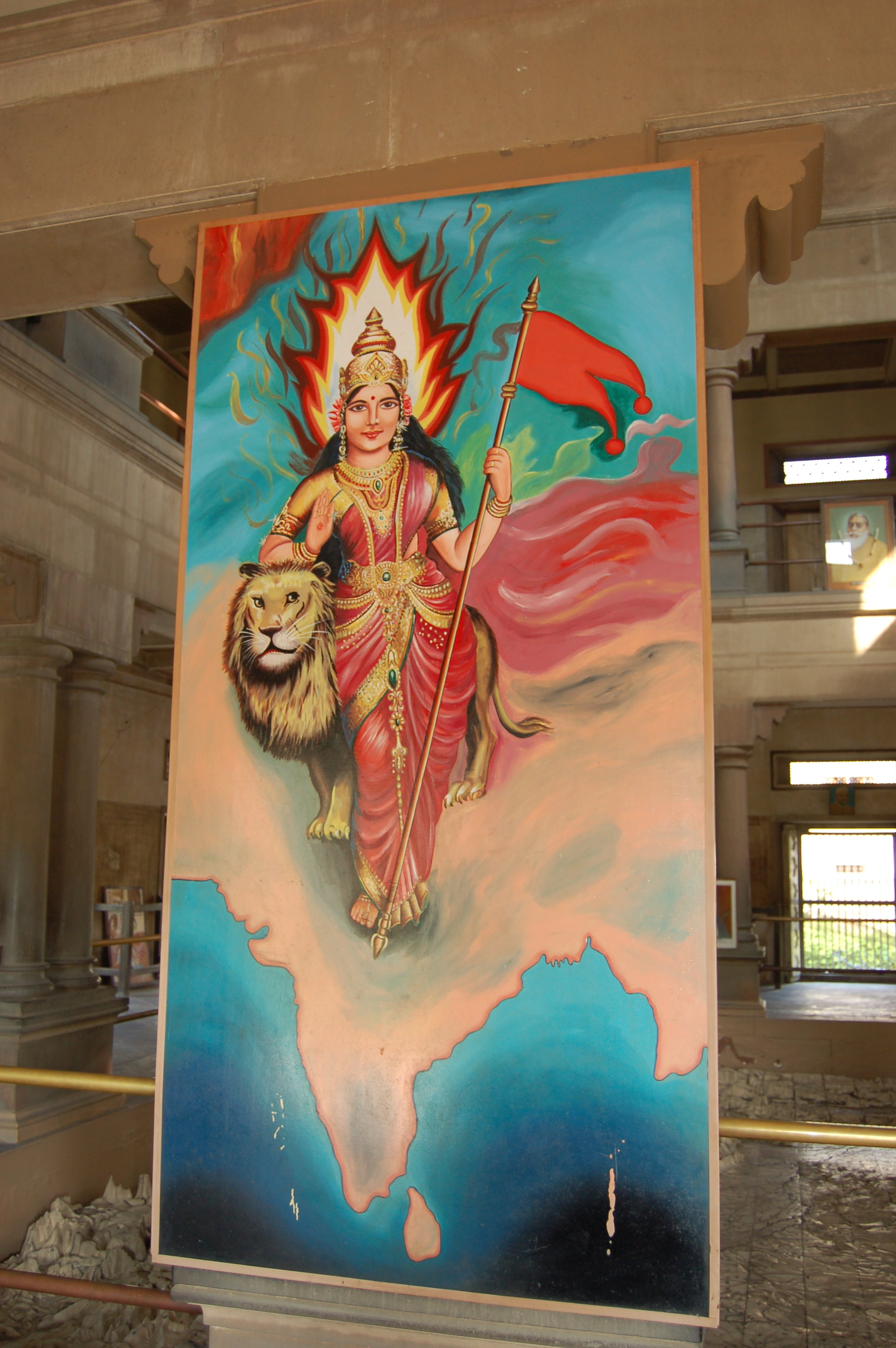
バーラト・マータ・マンディールにあるバラート・マータの絵画
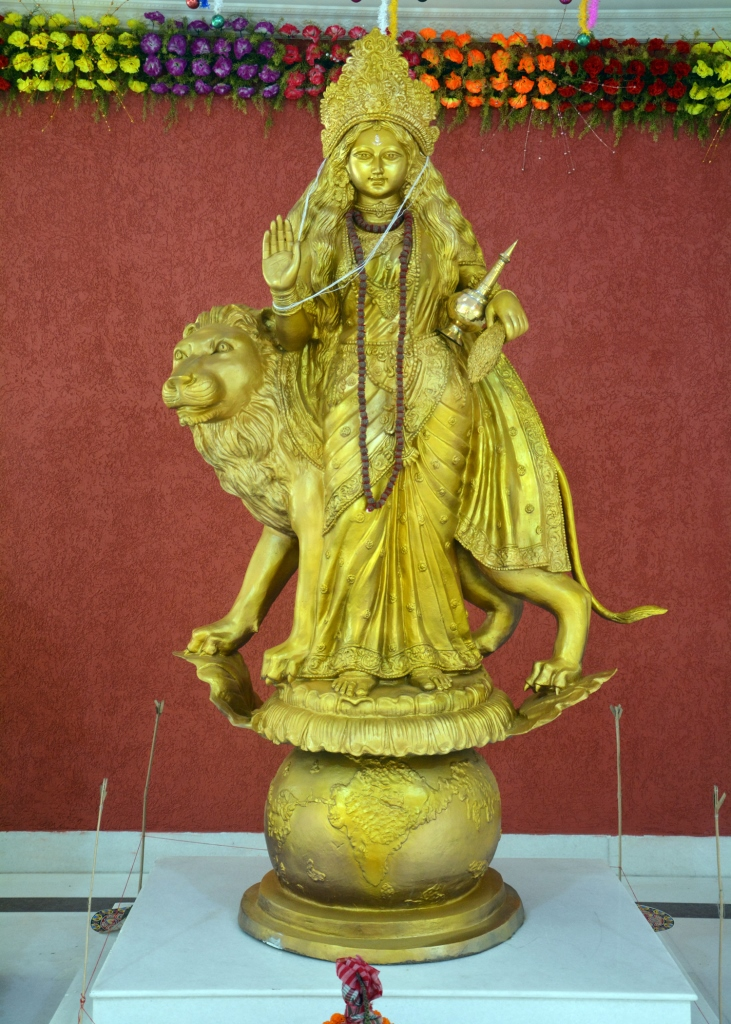
コルカタのジャティヤ・シャクティペスでのバーラト・マータ
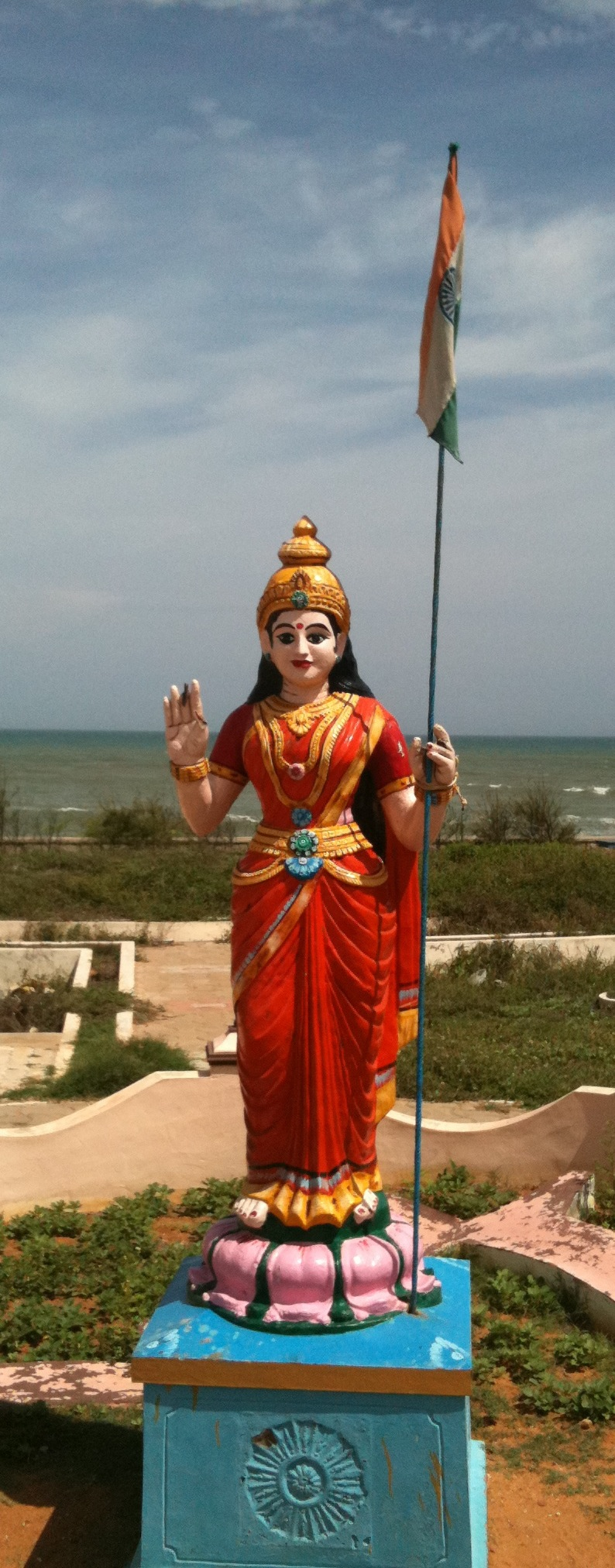
インド最南端の海岸、カニャクマリ（コモリン岬）にあるバーラト・マータ像
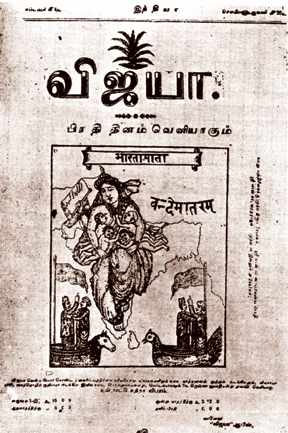
1909年発行のタミル語雑誌『Vijaya』の表紙。「Bharat Mata」（母なるインド）とその子孫たち、そして "Vande Mataram"という叫びが描かれている。